# Нубијски музеј
Нубијски музеј (званично Међународни музеј Нубије) археолошки је музеј смештен у Асуану, Горњи Египат. Изграђен је према пројекту архитекте Махмуда Ел-Хакима са процењеним трошковима изградње од 75 милиона египатских фунти (приближно 22 милиона долара у то време). Посвећен нубијској култури и цивилизацији, свечано је отворен 23. новембра 1997, и додељена му је награда Ага Кан за архитектуру 2001. године.

## Грађевина
Нубијски музеј простире се на површини од 50.000 квадратних метара, од чега 7.000 заузима зграда, док је остатак покривен баштама и другим јавним просторима. Зграда има три спрата намењена за излагање и смештај артефаката, поред библиотеке и информативног центра. Највећи део музеја заузимају монументални комади који одражавају фазе развоја нубијске културе и цивилизације.